# Matkovics Béla
Matkovics Béla (Csongrád, 1927. július 12. –  Szeged, 1998. október 13.) orvos, biológus, vegyész, kutató, egyetemi tanár.

## Tanulmányai, életútja
Matkovics Béla 1927. július 12-én született Csongrádon. 1945-től a szegedi József Attila Tudományegyetem (ma Szegedi Tudományegyetem) Orvostudományi Karának hallgatója, orvosi diplomáját 1951-ben kapta meg. Ezt követően beiratkozott a Természettudományi Kar vegyész szakára, ahol 1955-ben szerezte meg oklevelét.
Kandidátusi értekezését 1964-ben védte meg, témája az epesavak reakciójának sztereokémiai vizsgálatai volt.
A biológiai tudományok doktora címet 1994-ben szerezte meg, doktori értekezésének a címe „Oxidáció és biológiai válaszreakciók” volt.
Egyetemi tanári címet 1995-ben kapott. Tudományos közleményeit a magyar és a német nyelv mellett elsősorban angol nyelven adta közre. Tudományos közleményeinek listája 1963-tól 1991-ig a két szegedi egyetemi almanachban található.
1998. október 13-án Szegeden hunyt el, a szegedi Belvárosi temető szóróparcellájában helyezték örök nyugalomra.

## Szakmai pályája
Orvosi diplomájának megszerzését követően 1951-ben a Szegedi József Attila Tudományegyetem Orvosvegytani Intézetében kezdett el dolgozni, majd hosszabb-rövidebb ideig kutatott a szerves kémiai, állatélettani, biokémiai tanszéken.
1974-től a Biokémiai Tanszékén belül a Biológiai és Izotóp Laboratóriumot vezette, mely 1990-től önálló egységként működött.
Az 1980-as évek elejétől a magyarországi szabadgyök-kutatás egyik szaktekintélye volt. Orvosi és kémiai doktori tudását alkalmazva olyan módszertant fejlesztett ki, mellyel a klinikusok és a kutatók egyaránt kimutathatták a betegségeket okozó szabad gyökös reakciókat.
1969-től részt vett a Magyar Tudományos Akadémia Szteroid Munkabizottságának a munkájában.

## Kutatási területe
Főbb kutatási területei:
- fermentációs technikai és redox vizsgálatok mikroorganizmusokkal és gombákkal,
- in vitro és in vivo hidroxilálási vizsgálatok aminosavakon, szterán vázas, aromás és heteroaromás vegyületekkel
- prooxidáns és antioxidáns vizsgálatok gyök, molekuláris és enzim szinten.

## Társasági, egyesületi tagságai
- Magyar Kémikusok Egyesülete (1952–)
- Magyar Biológiai Társaság (1952–)
- Magyar Biokémiai Egyesület (1962–)
- Német Biológiai Kémiai Egyesület (1985–)
- Magyar Szabadgyök Társaság (1993–)

## Kitüntetései
- Than Károly-emlékérem (Magyar Kémikusok Egyesülete, 1975)
- Kiváló Munkáért díj (1983)
- Kiváló Oktatómunkáért kitüntetés (1992)
- MTESZ, Vedres István emlékérem (1995)

## Főbb művei (válogatás)
- Szerves kémia. 1. éves biológia-földrajz szakos hallgatók részére. Szeged, Budapest; 1963, 236 o.
- Válogatott fejezetek a biokémiából. 1-3. (3. rész Földeák Sándorral) Budapest, 1963-1964. 152., 209. o.
- The effects of chronic peroxide intake on the peroxide metabolism enzyme activities of rat organs. (Novák Róberttel) Experientia 1977
- A comparative study of somé more important experimental animal peroxide metabolism enzymes. (Társszerzőkkel) Comp. Biochem. Physiol. 1977
- A biológia aktuális problémái 16. 1979
- Altered peroxide metabolism in erythrocytes írom children with cystic fibrosis. (Társ-szerzőkkel) Clinica Chimica Acta 1982
- A comparative study of superoxide dismutase, cata- lase and lipid peroxidation in red blood cells írom muscular dystrophy patients and normál Controls. (Társszerzőkkel) uo. 1982
- The effect of diabetes on the activities of the peroxide metabolism enzymes. (Társszerzőkkel) Horm. Métából. Rés. 1982
- Comparison of antioxi- dant red blood cell enzymes in premature and full-term neonates. (Társszerzőkkel) Clin. Chim. Acta 1985
- The effects of Oradexone and Ambroxol pretreatment on the oxidative sensitivity of the red blood cells in preterm infants. (Társszerzőkkel) uo. 1989
- Comparative study: the antioxidant enzymes and lipid peroxidation in cord and matemal red blood cell haemolysates. (Társszerzőkkel) uo. 1989
- Examination of the role of oxygen ffee radical in bronchial asthma in childhood. (Társszerzőkkel) uo. 1991

## Emlékezete
A Magyar Szabadgyök-Kutató Társaság 2007-ben megalapította a Matkovics Béla emlékérmet, mely kétévenként kerül átadásra egy a szabadgyök-kutatás területén kiemelkedő tevékenységet végző kutatónak.
Az eddig kiosztott díjak:
- Fehér János (2007)
- Blázovics Anna (2009)
- Szőllősiné Varga Ilona (2011)
- Rőth Erzsébet (2013)
- Varga Zsuzsa (2015)